# Pargeva Genúnio
Pargeva Genúnio (em latim: Pargeva; em armênio: Պարգև; romaniz.: Pargev) foi um nobre armênio (nacarar) do século IV, membro da família Genúnio.

## Nome
Pargeva é a forma latinizada do armênio Pargueve (Պարգև, Pargev), que derivou do substantivo comum pargev (պարգև), "presente".

## Vida
As origens de Pargeva são incertas, exceto que pertencia à família Genúnio. Sua existência é confirmada na Vida de São Narses, uma hagiografia medieval que narra a vida do católico Narses I, o Grande (r. 353–373). De acordo com a obra, Pargeva essa um nobre que, em dado momento, decidiu abandonar o reduto de sua família para viver uma vida reclusa como eremita nas montanhas. Ali, teve uma visão que previa a ascensão de Narses como católico. Alega-se que, ao ter sua visão, disse: "Vi no palácio do rei um jovem da família de São Gregório, chamado Narses, de idade madura e cheio de sabedoria e das graças de Deus."